# Eibenstock
Eibenstock est une commune de Saxe (Allemagne), située dans l'arrondissement des Monts-Métallifères, dans le district de Chemnitz.

## Évolution démographique
| Année      | 1802 | 1875 | 1913 | 1971 | 1998 | 2006 | 2010 |
| ---------- | ---- | ---- | ---- | ---- | ---- | ---- | ---- |
| Population | 3142 | 6553 | 9899 | 8477 | 7410 | 6440 | 8136 |

## Quartiers
- Eibenstock
- Blauenthal
- Wolfsgrün
- Neidhardtsthal
- Wildenthal
- Oberwildenthal
- Carlsfeld
- Blechhammer
- Neues Wiesenhaus
- Sosa
- Stabhammer
- Wilzschmühle
- Weitersglashütte

## Jumelage
- Biebertal (Allemagne) depuis 1991